# Sven Kretschmer
Sven Kretschmer (* 31. Dezember 1970 in Berlin) ist ein ehemaliger deutscher Fußballspieler und -trainer, der derzeit als Scout für Hertha BSC arbeitet.

## Karriere als Spieler
In der Jugend spielte er beim SC Siemensstadt, 1. FC Lübars und dem SC Berliner Amateure. Seine erste Seniorenstation war Tennis Borussia Berlin, bevor er 1988 nach nur einer Saison zum Ortsrivalen Hertha BSC wechselte. Nach Anlaufschwierigkeiten wurde er in der zweiten Saison zum Stammspieler und stieg mit Hertha in die 1. Bundesliga auf. Dort wurden die Hauptstädter abgeschlagener Letzter. Kretschmer allerdings konnte überzeugen und wurde mit sechs Toren vereinsinterner Torschützenkönig.
1992 wechselte er dann zum Ligarivalen Eintracht Braunschweig. Obwohl er dort zum Stammspieler wurde, verließ er den Verein nach nur einer Saison wieder in Richtung Heimatstadt, wo er erst beim Spandauer SV und anschließend bei den Reinickendorfer Füchsen spielte.
1999 wechselte er zu den Amateuren von Hertha BSC. Mit den Bubis konnte Kretschmer 2002 und 2004 die Nordstaffel der Fußball-Oberliga Nordost gewinnen. 2002 verlor man in der Aufstiegsrelegation gegen den Gewinner der Südstaffel Dynamo Dresden nach Hin- und Rückspiel in der Summe 0:1 und verpasste somit den Aufstieg. Zwei Jahre später setzten sich die Amateure mit 4:2 und 2:3 gegen den VFC Plauen durch und stiegen in die Fußball-Regionalliga auf. Im gleichen Jahr gewann man den Berliner Landespokal gegen den SV Yeşilyurt Berlin und qualifizierte sich so für den DFB-Pokal.
Im Jahr 2005 beendete Sven Kretschmer seine Karriere als Spieler. Allerdings kehrte aufgrund großer Verletzungssorgen im Kader im März 2007 noch einmal ins Team zurück und wurde in einem Spiel gegen den VfL Osnabrück eingewechselt.

## Nach der aktiven Zeit
Seit 2003 arbeitet Kretschmer als Scout für Hertha BSC, seit 2010 als Chefscout. Im April 2007 wurde er nach der Entlassung von Falko Götz der Co-Trainer von Karsten Heine bei Hertha. In sechs Spielen erreichte das Team drei Auswärtssiege und drei Heimniederlagen.

## Erfolge
- Meister 2. Bundesliga: 1990
- Meister Fußball-Oberliga Nordost: 2002, 2004
- Gewinner Berliner Landespokal: 2004